# متحف بيت بولبول
متحف بيت بولبول (اسم الكامل: مورتوزا ماشادي أغلو مامادوف) (بالأذربيجانية: Bülbülün ev-muzeyi (Bakı)) - باحث الموسيقى الفولكلور، مؤسس لمهنية الفن الصوتي في أذربيجان، فنان الشعب فياتحاد الجمهوريات الاشتراكية السوفياتية، تكون المتحف من مجمع الذي يعكس حياته والنشاطه البروفيسور بولبول، يقع المتحف في باكو، ساباييل، شارع بولبول،15.

## تاريخه
تم إنشاء المتحف التذكاري بلبول بمبادرة الشخسية من السكرتير الأول للجنة المركزية للحزب الشيوعي الأذربيجاني حيدر أليرزا أوغلو أليف، عام 1976.
عاش وعمل بولبول في هذه الشقة منذ عام 1937, حتى آخر أيام حاته، أي سبتمبر 26, عام 1961.
تم تعيينه مديرا لمتحف بولبول التذكاري، زوجته، مامادوفا. في 1 يوليو، عام 1977.

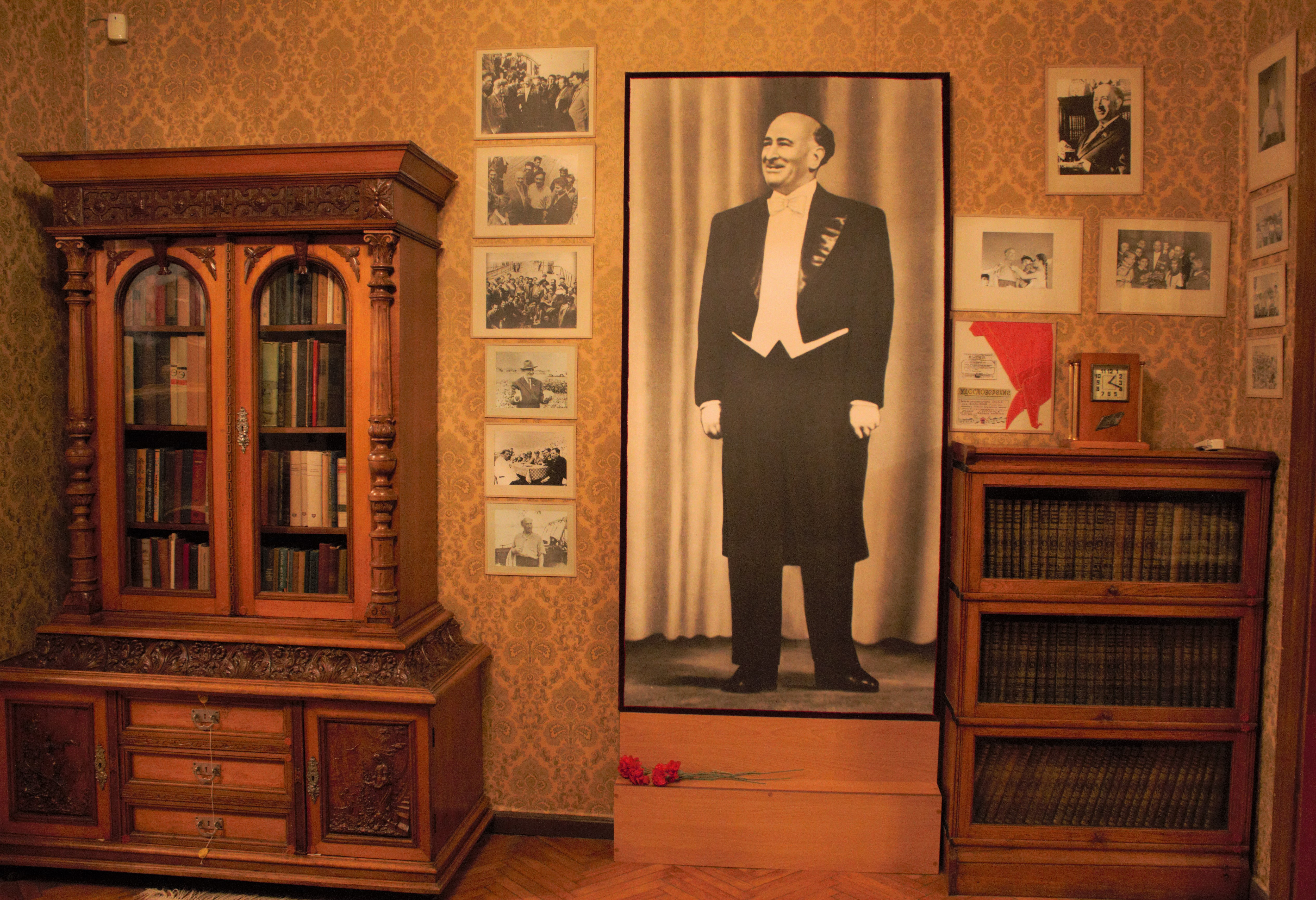
جزء من البيت بولبول

كان افتتاحا مهيبا متحف بولبول التذكاري، في 10 يونيو / حزيران، عام 1982 في باكو.

## التعريض

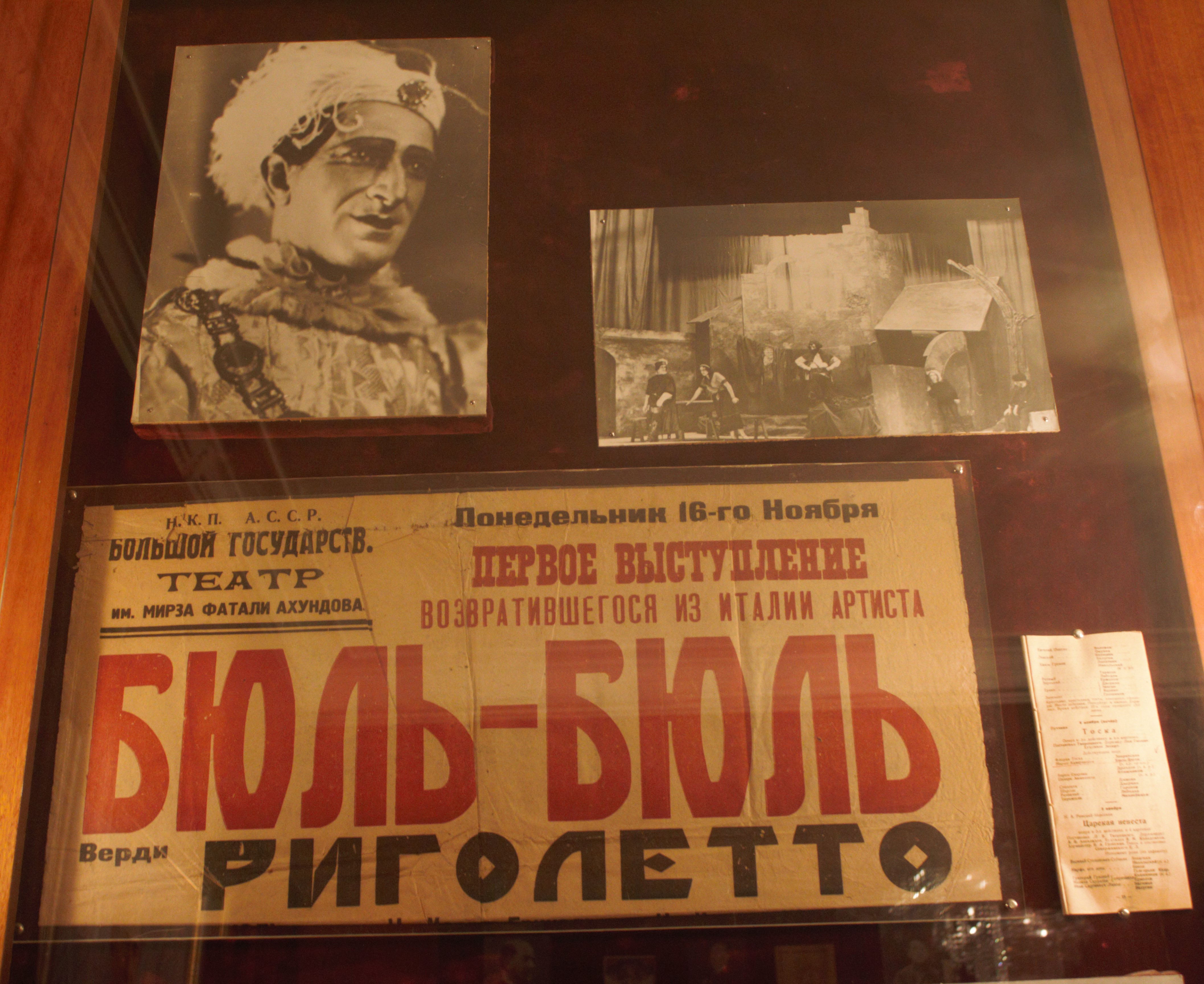
أول أداء بولبول في المسرح, دور <<ريوليتو>>. المعرض من متحف بيت بولبول

وضع المتحف في أربعة غراف المعارض. وإحتفظ ثلاثة غراف كذكر، أخرى هي غرفة المعارض.
يجمع في متحف المواد والوثائق حول نشاطه، إبداعيته وعلميته بولبول.
بينهم المخطوطات الحقيقية، والصورة، والملاحظات، والكتب، والأدوات المنزلية، والأعمال الفنية والممتلكات الشخصية.
فرعه - متحف بيت بولبول في شوشة– يقع في منطقة شوشة لأذربيجان. لكن، منذ عام 1992, بعد احتلال شوشة، وقف فعاليته.

## الصورة

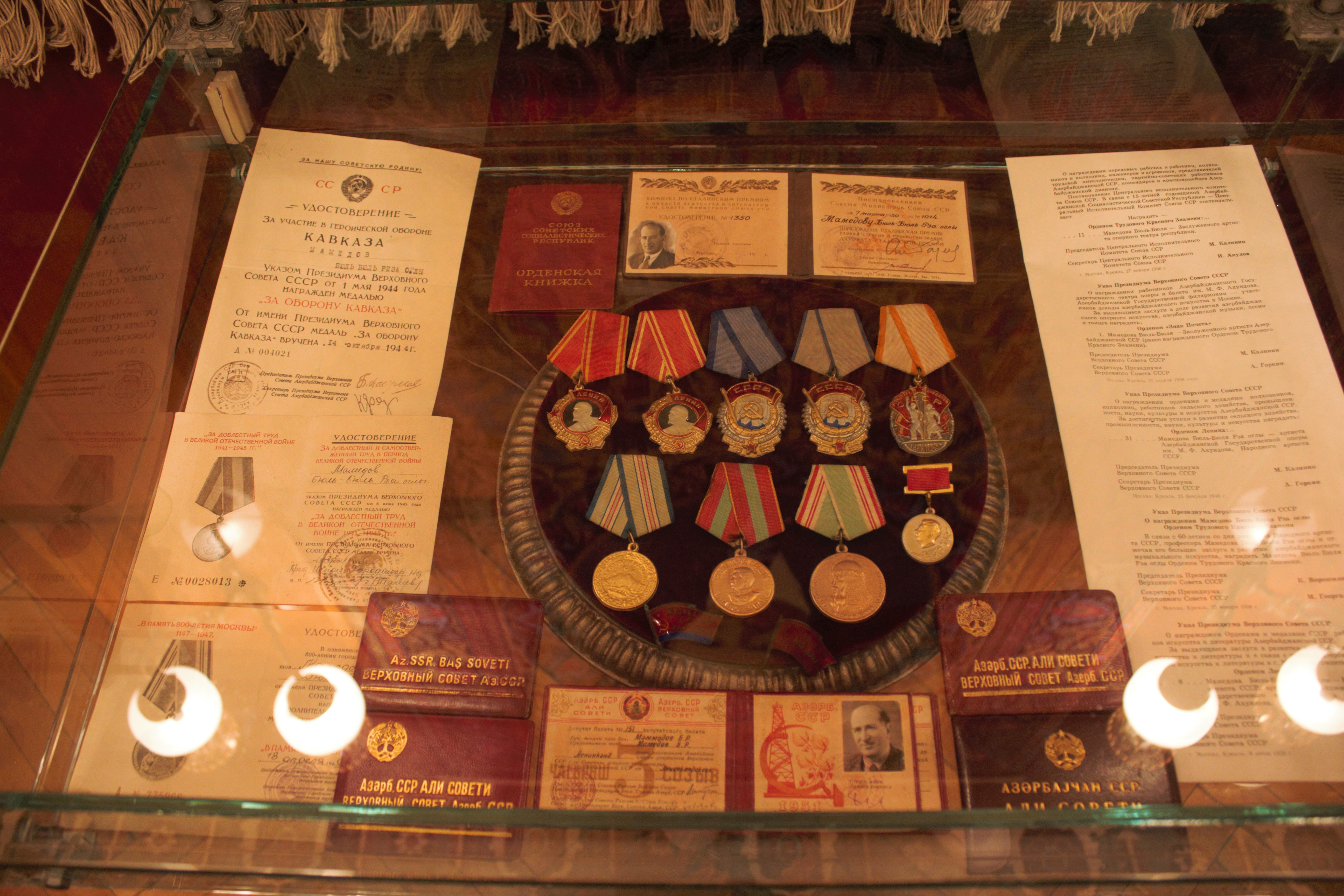
مكافأته وميداليته بولبو
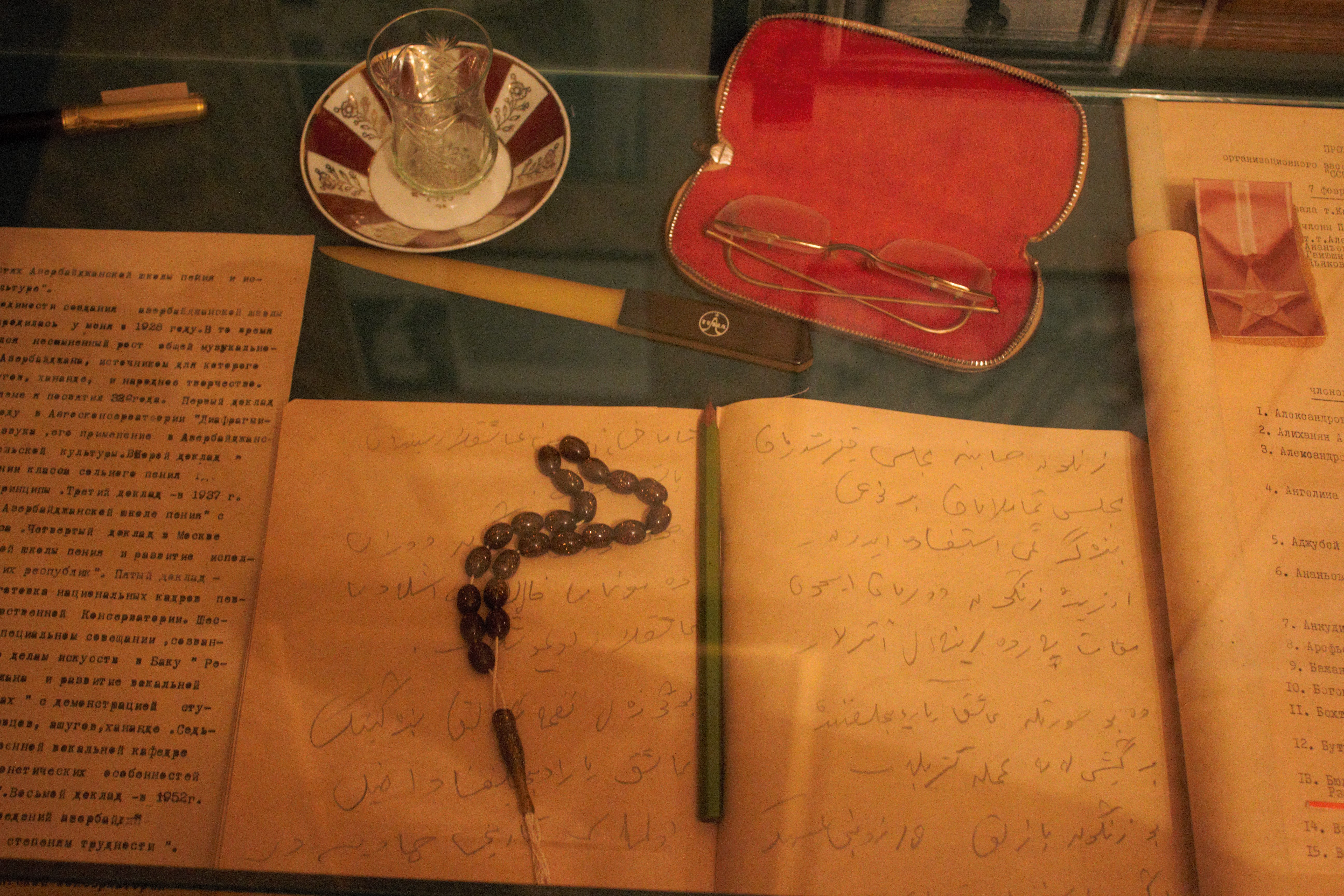
نظارته, مسبحته, كوبه بولبول
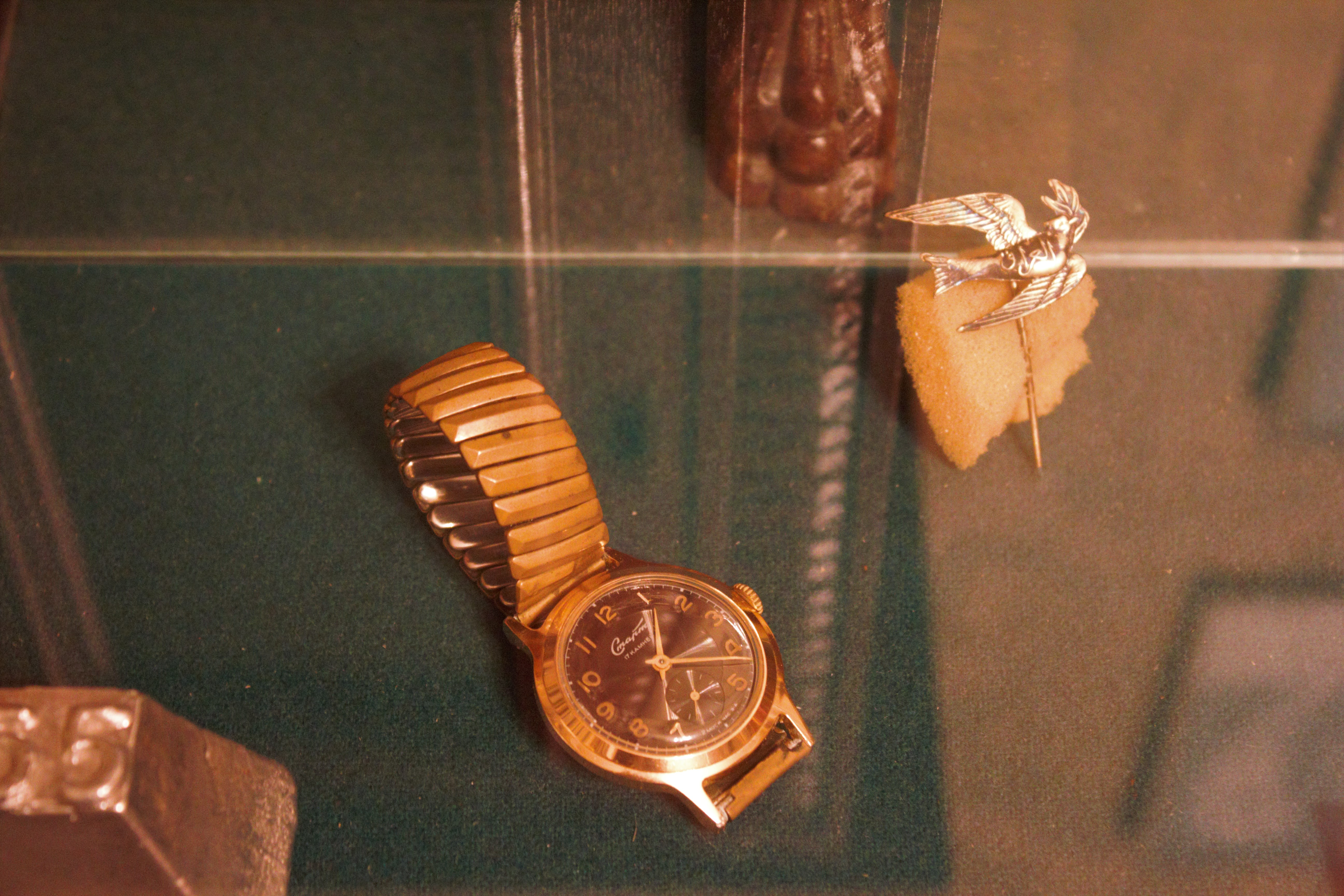
ساعته اليد بولبول
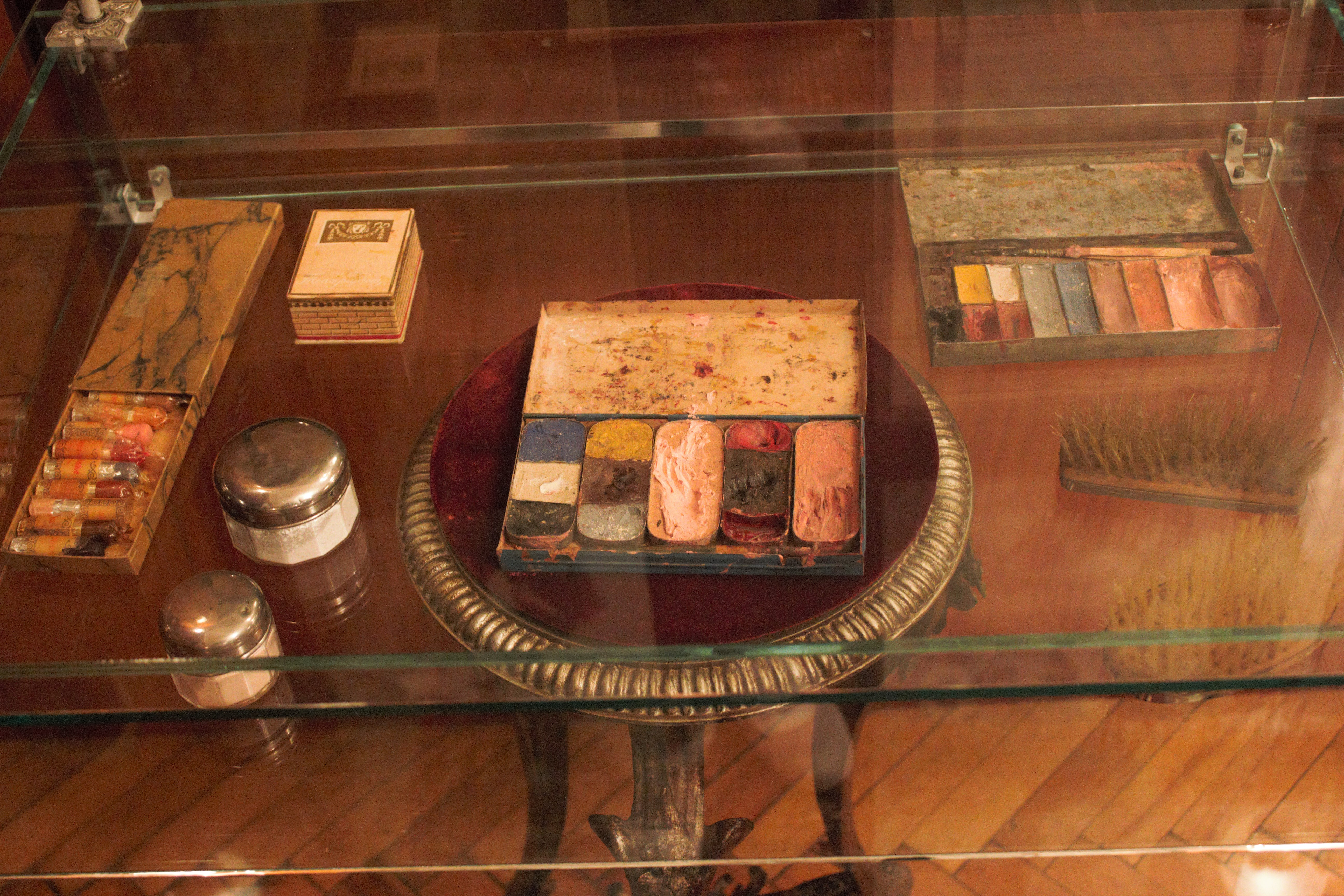
أشياء الرسم بولبول
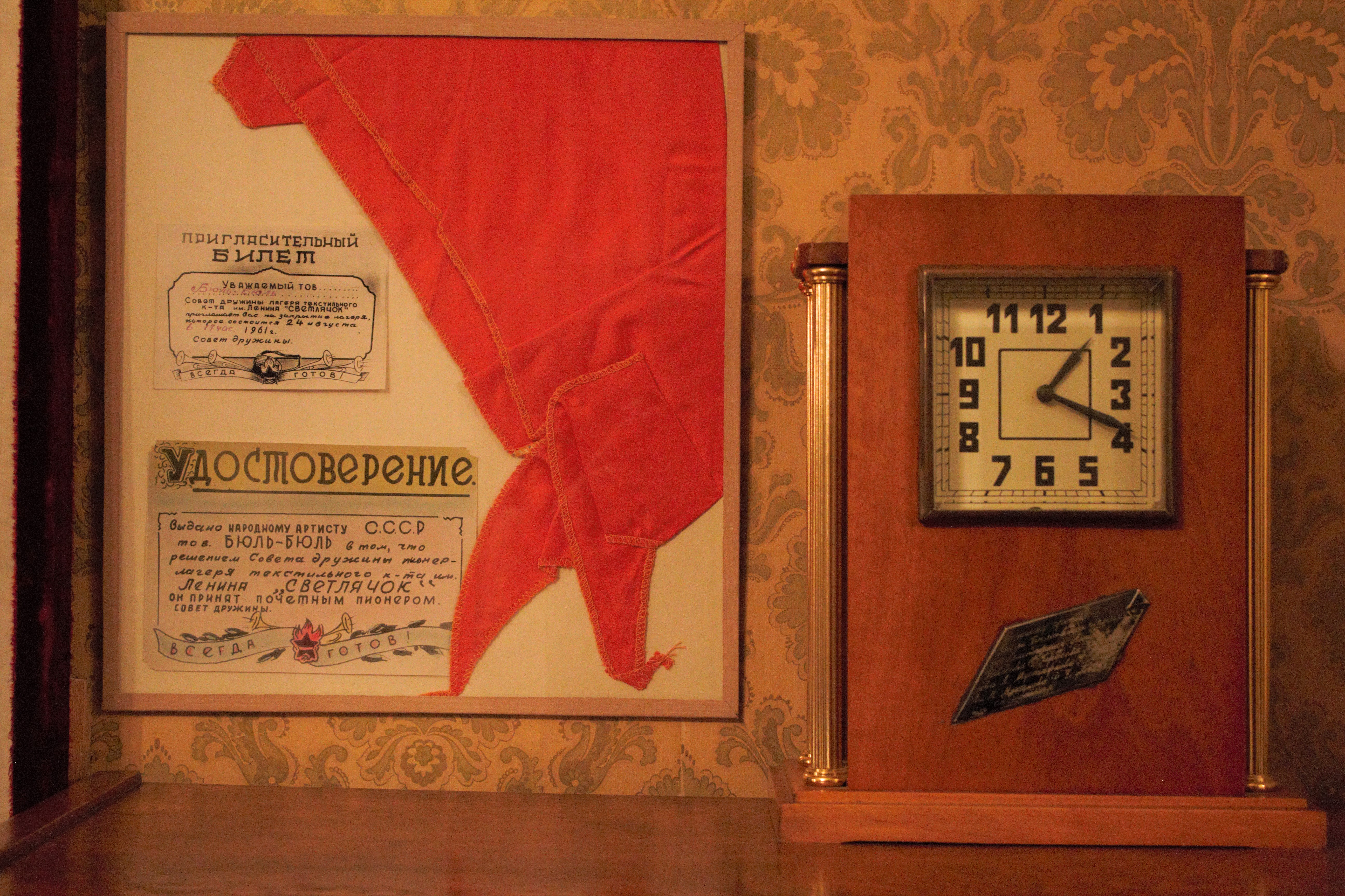
ساعته في بيت متحف بولبول
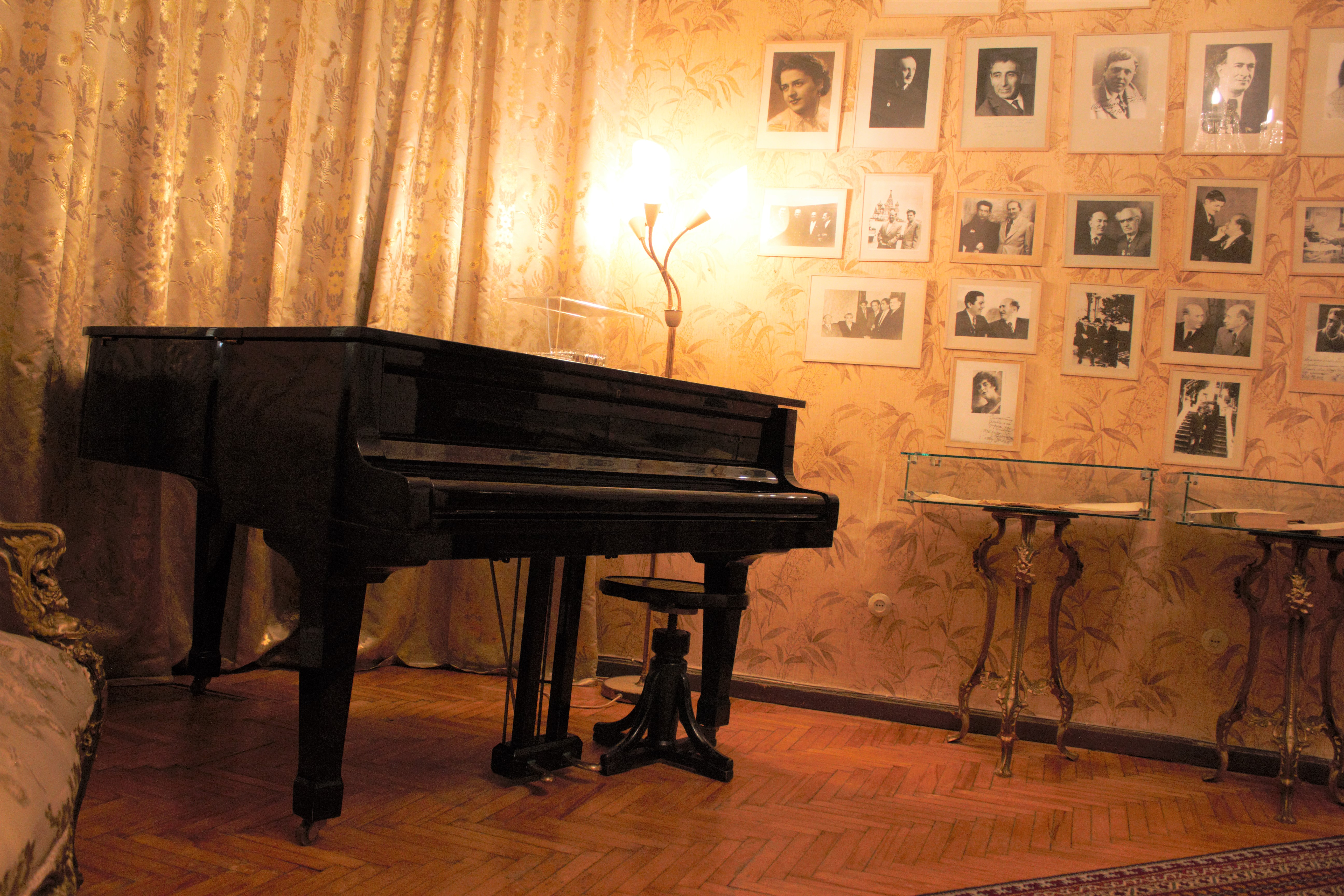
بيانو بولبول